# Moskau – Shanghai
Moskau – Shanghai (alternativ Zwischen Moskau und Shanghai, Der Weg nach Shanghai oder Begegnung in Shanghai) ist ein deutscher Spielfilm aus dem Jahr 1936 von Paul Wegener. Der Film ist einer der wenigen Tonfilme mit Pola Negri.

## Handlung
Die verwitwete Olga Petrowna befindet sich auf einer Reise, als 1917/1918 das Zarenreich zusammenbricht. Durch die Oktoberrevolution hat sie keine Möglichkeit mehr, zu ihrer kleinen Tochter Maria zurückzukehren. Auch der Versuch, wenigstens Marias Kindermädchen eine Nachricht zukommen zu lassen, scheitert. Als sie in einem der Züge, die es aus dem Revolutionsgebiet herausgeschafft haben, verzweifelt nach ihrer Tochter sucht, begegnet sie zufällig Alexander Repin, einem Bekannten ihres alten Freundes und Verehrers Sergej Smirnow. Auf Grund dieser gemeinsamen Bekanntschaft ist Repin sofort bereit, ihr zu helfen, zumal auch er sich in Olga verliebt hat. Beide versuchen mit Hilfe eines Geistlichen zu fliehen. Doch Alexander wird verhaftet und auch Olga bleibt nur in Freiheit, weil der Pope sie als seine Nichte ausgibt. Währenddessen treffen Alexander und Sergej im Gefängnis wieder aufeinander. Sergej gibt zunächst die Identität seines Freundes preis, worauf dieser ihn als Verräter beschimpft.
Um diesen Verrat wiedergutzumachen, verhilft Smirnow daraufhin seinem Freund zur Flucht, indem er vorgibt, diesen hingerichtet und seine Leiche in den Fluss geworfen zu haben. Wenig später wird auch Smirnow wieder freigelassen und flieht gemeinsam mit Olga, in die er schon lange verliebt ist, nach Shanghai. Auch in den folgenden Jahren kümmert er sich um die nun völlig alleinstehende Olga, die sich in dieser Zeit als Sängerin über Wasser halten muss. Trotz aller Widrigkeiten aber hofft sie immer noch, eines Tages Alexander und ihre Tochter Maria wiederzusehen. Die Gelegenheit dazu ergibt sich jedoch erst zehn Jahre nach ihrer Flucht: Beim Besuch des russischen Osterfestes erkennt Olga in einem Mitglied des dort auftretenden Donkosakenchores zu ihrer Überraschung Alexander Repin wieder. Sie ist über dieses unerwartete Wiedersehen so froh, dass ihr Alexanders distanzierte Haltung ihr gegenüber zunächst gar nicht auffällt. Doch Sergej, der Olga zum Osterfest begleitet hat, erfährt von Alexander, dass dieser inzwischen verlobt ist und seine Verlobte Maria am nächsten Tag erwartet. Er bringt seinen Freund dazu, seiner Verlobten die Wahrheit über seine Beziehung zu Olga zu sagen und sie um die Auflösung der Verlobung zu bitten. Doch Maria weigert sich, Alexander freizugeben, und sucht stattdessen Olga auf, um mit ihr von Frau zu Frau zu reden. Im Laufe dieses Gesprächs entdecken beide, dass sie Mutter und Tochter sind. Um ihrer Tochter Kummer zu ersparen, verzichtet Olga schließlich auf Alexander. Sie hat nun ihren inneren Frieden gefunden, obwohl sie Maria und Alexander, ihre beiden liebsten Menschen, verloren hat. Nur Sergej vertraut sie an, dass es sich bei Maria um ihre lange vermisste Tochter handelt. Letztlich beschließen Olga und Sergej, gemeinsam einen neuen Anfang zu wagen.

## Hintergrund
Der Film, der nach einer wahren Begebenheit entstand, wurde zwischen Anfang Juli und Mitte August 1936 in den UFA-Ateliers in Neubabelsberg produziert, am 5. Oktober 1936 von der Zensur abgenommen und drei Tage später im Berliner Capitol-Kino uraufgeführt. Er durfte auch am Karfreitag, Bußtag und Heldengedenktag vorgeführt werden. In Österreich wurde er 1937 unter dem Titel Mein Herz hat Heimweh ausgestrahlt. Nach Kriegsende wurde er von den Alliierten zunächst verboten, 1949 jedoch in einer überarbeiteten Fassung und unter dem geänderten Titel Der Weg nach Shanghai wieder zur Vorführung freigegeben. Die in den 1990er Jahren im TV ausgestrahlte Fassung betrug nur noch 67 Minuten. In dem Film singt Pola Negri das Lied Mein Herz hat Heimweh, dessen Melodie charakteristisch den ganzen Film durchzieht.

## Kritiken
Der Evangelische Filmbeobachter urteilte 31 Jahre nach der Entstehung des Films anlässlich der Wiederaufführung: „Rührseliger Kitsch und Dialoge wie aus billigen Romanen wechseln einander ab […]. Geradezu peinlich, jedenfalls in der hier gezeigten Form, die Verquickung des Osterrituals der russisch-orthodoxen Kirche mit dem Auftritt des Don-Kosaken-Chores. […] Man kann beim besten Willen nur sagen, daß es sich um einen schlechten Film handelt, auch wenn man für die mittleren dreißiger Jahre andere geschmackliche Voraussetzungen zugrunde legen muß. Am besten wußte der Regisseur die Kamera zu dirigieren. In einigen realistischen Bildfolgen über die russische Revolution und in der Schönheit einzelner Fotos fand der alte Wegener zu sich selbst.“ Auch das Lexikon des Internationalen Films hält nicht viel von dem Streifen: „Die tränenreiche Kolportage erstreckt sich vom Jahre der Revolution 1917 bis 1930. Erwähnenswert an dem von Paul Wegener inszenierten Vorkriegsfilm sind nur einige Massenszenen und die Riten des orthodoxen Osterfestes.“